# Черногорка (Одесская область)
Черногорка (укр. Чорногірка) — село, относится к Березовскому району Одесской области Украины.
Население по переписи 2001 года составляло 507 человек. Почтовый индекс — 67352. Телефонный код — 4856. Занимает площадь 2,276 км². Код КОАТУУ — 5121285115.
Черногорка/Helenental являлась немецкой колонией. В немецком архиве упоминается, что село являлось дочериной колонией и основано в 1838 году. Первые поселенцы являлись 25 лютеранских семей. Во время и после Второй Мировой войны многие жители были репрессированы и выселены. 

## Местный совет
67351, Одесская обл., Березовский р-н, с. Степановка, ул. Котовского, 16